# Microtegeus mexicanus
Microtegeus mexicanus är en kvalsterart som beskrevs av Sandór Mahunka 1983. Microtegeus mexicanus ingår i släktet Microtegeus och familjen Microtegeidae. Inga underarter finns listade i Catalogue of Life.